# Visingsö distrikt
Visingsö distrikt är ett distrikt i Jönköpings kommun och Jönköpings län. 
Distriktet omfattar ön Visingsö belägen i Vättern. 

## Tidigare administrativ tillhörighet
Distriktet inrättades 2016 och utgörs av socknen Visingsö i Jönköpings kommun.
Området motsvarar den omfattning Visingsö församling hade vid årsskiftet 1999/2000.